# Шеметове (Березівський район)
Шеметове (у 1939 — 2016 — село Що́рсове) — село Іванівської селищної громади Березівського району Одеської області в Україні. Населення становить 146 осіб.

## Населення
Згідно з переписом 1989 року населення села становило 185 осіб, з яких 86 чоловіків та 99 жінок.
За переписом населення 2001 року в селі мешкало 146 осіб.

### Мова
Розподіл населення за рідною мовою за даними перепису 2001 року:
| Мова       | Відсоток |
| ---------- | -------- |
| українська | 93,15 %  |
| гагаузька  | 2,74 %   |
| німецька   | 2,05 %   |
| російська  | 2,05 %   |